# Hucker (Beruf)

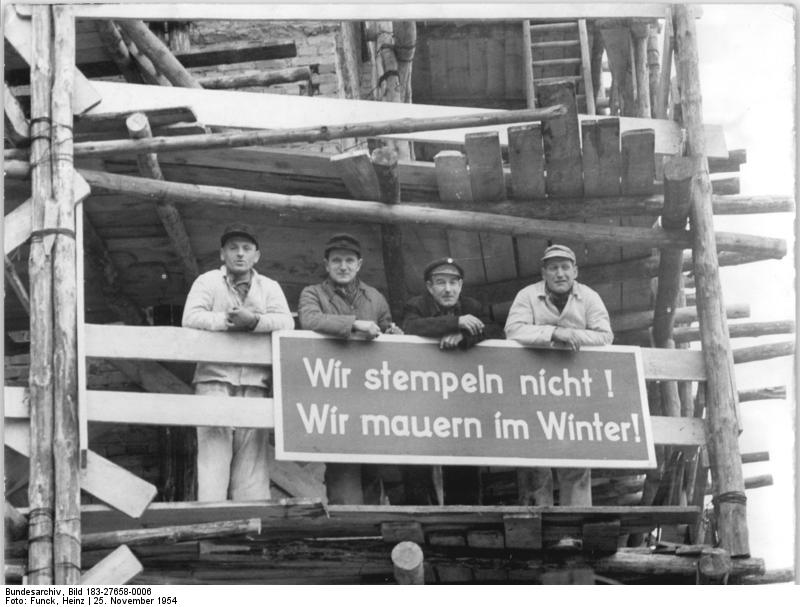
Hucker in Berlin

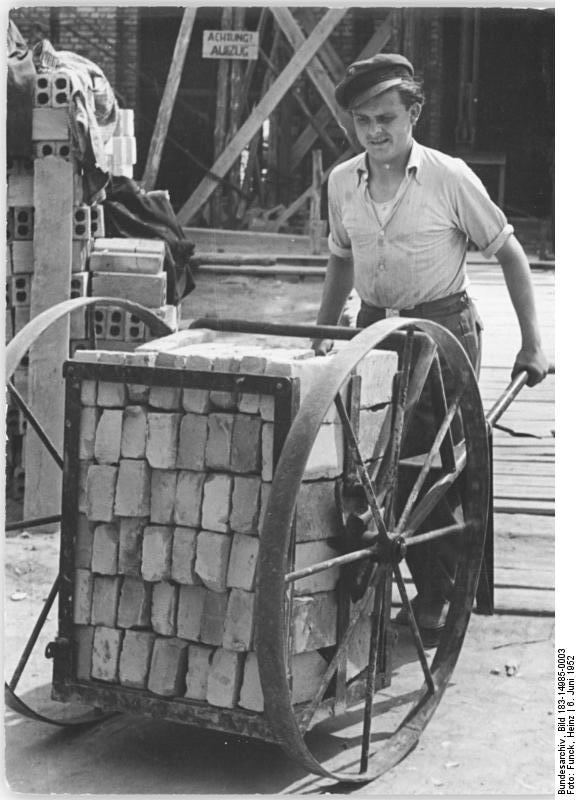
Karrentransport erübrigt Hucker

Hucker war ein einfacher körperlicher Hilfsarbeiterberuf im Bauwesen.

## Tätigkeit
Hucker sind Bauarbeiter, die das auf einer Baustelle benötigte Material in großen Blechbehältern auf dem Rücken dorthin schleppen, wo es benötigt wird. Bis zu 32 Ziegelsteine fanden auf dem Huckerstuhl Platz. Der Mörtel wurde ebenfalls von Huckern in sogenannten Tubben (kannenartigen Gefäßen) auf die Baustelle transportiert. Zum Teil wird der Begriff bis heute für Handlanger auf dem Bau genutzt.

## Nachkriegszeit
In der Nachkriegszeit hatten Hucker vor allem die Aufgabe, die aus den Trümmern freigelegten Ziegelsteine im Baubetrieb an die benötigte Stelle zu transportieren. Hierzu wurde eine Metallvorrichtung in L-Form benutzt, die mit Riemen auf dem Rücken befestigt wurde. Mit einer Ladung konnten etwa 30 Ziegelsteine transportiert werden. Da im Berlin der Nachkriegszeit, bis weit in die 50er Jahre hinein, kaum mechanisches Gerät – wie Aufzugsanlagen – zur Verfügung standen, wurden Leitern angelegt mit deren Hilfe der Hucker bis in obere Stockwerke gelangte. Über dieses System von Leitern und Bretterstegen führte der Hucker den Maurern das Material Stein und Zement zu.
Dem harten und nicht ungefährlichen Einsatz der Hucker ist der Wiederaufbau Berlins maßgeblich mit zu verdanken. Eine Ehrung oder Erinnerungskultur wurde dem Hucker bisher nicht zuteil.

## Begriff
Ursprünglich bezeichnete die Hucke das Bündel des Handelsreisenden, das er huckepack auf seinem Rücken trug. Daraus entwickelte sich der Begriff des Huckers. In diesem Zusammenhang steht auch der Ausdruck „jemandem die Hucke vollhauen“.
Ferner wurden auch Händler, die kleine Warenmengen verkauften, Hucker genannt.